# Mount Christmas
Mount Christmas är ett berg i Antarktis. Det ligger i Östantarktis. Nya Zeeland gör anspråk på området. Toppen på Mount Christmas är 1 889 meter över havet.
Terrängen runt Mount Christmas är varierad. Trakten är obefolkad. Det finns inga samhällen i närheten.